# Pont Gustave Flaubert
Der Pont Gustave Flaubert ist eine Hubbrücke über die Seine in Rouen, Département Seine-Maritime, Normandie, Frankreich. Die nach dem Schriftsteller Gustave Flaubert benannte Brücke wurde am 25. September 2008 eröffnet.

## Lage der Brücke
In unmittelbarer Nähe der Brücke befindet sich am rechten Ufer ein altes Hafengelände, auf dem sich auch das Schifffahrtsmuseum von Rouen befindet, am linken Ufer eine Industriebrache, die zu einem Wohngebiet umgewandelt wird.

## Daten
Die Brücke ist eine Hubbrücke mit einer Durchfahrtsbreite von 100 Metern und einer Höhe von 86 Metern und damit das dritthöchste Bauwerk in Rouen. In Ruhestellung beträgt die Durchfahrtshöhe zehn Meter, geöffnet 55 Meter. Damit ist sie die höchste Hubbrücke weltweit. Die Gesamtlänge der Brücke misst 670 Meter.

## Konstruktion
Die Fahrbahnen befinden sich links und rechts der beiden Zwillingspfeiler, in denen der Hubmechanismus eingebaut ist. Die beiden 120 Meter langen beweglichen Fahrbahnteile wiegen je 1200 Tonnen und können innerhalb von zwölf Minuten auf 55 Meter gehoben werden. Jährlich wird die Brücke rund 30 Mal geöffnet, um die Schiffe bei der Armada Rouen und die Kreuzfahrtschiffe, die im Stadtzentrum anlegen, durchzulassen. Die gesamten Baukosten einschließlich der Zufahrten betrugen 137 Millionen Euro. Baubeginn war im Juni 2004.
Am 14. April 2007 wurde nach ersten Erprobungen des Hebewerks die Brücke für die Dreimast-Bark Belem geöffnet, die schon über einen Monat im Hafen von Rouen auf die Ausfahrt wartete. Sie hat 34 m Masthöhe über Wasserlinie.

## Route nationale 1338
Die Fahrbahnen sind als Route nationale 1338 beschildert. Sie beginnt beim Übergang von der Autoroute A150 und endet nach etwa zwei Kilometern auf der anderen Seite der Seine am Anschluss an die Route nationale 338.